# Roslovka
Roslovka (en rus: Рословка) és un poble de l'óblast de Nijni Nóvgorod, a Rússia, segons el cens del 2010 tenia 23 habitants, pertany al municipi de Bortsurmani.